# Joanna Cassidy
Joanna Cassidy (Joanna Virginia Caskey, Haddonfield, Nova Jersey, 2 d'agost de 1945) actriu estatunidenca de cinema i televisió.
Va començar protagonitzant sèries com Mission: Impossible, Falcon Crest, Starsky & Hutch, Fantasy Island, 240-Robert i Dallas i com a actriu secundària en Diagnosis: Murder.
Encara que ha continuat treballant per a la televisió en sèries com Six Feet Under, Star Trek o Herois, Cassidy ha participat en pel·lícules i ha estat actriu de doblatge en sèries d'animació com la de Superman.

## Filmografia
- 1974: Un robatori molt boig
- 1976: Els autèntics
- 1977: L'última sessió
- 1982: Blade Runner
- 1983: Sota el foc (Under Fire)
- 1987: El quart protocol (The Fourth Protocol)
- 1988: Qui ha enredat en Roger Rabbit?
- 1989: L'equipatge (The Package)
- 1990: Where the Heart Is
- 1992: Presumpte homicida (All-American Murder)
- 1992: Don't Tell Mom the Babysitter's Dead
- 1993: The Tommyknockers
- 1995: Vampire in Brooklyn
- 1996: Chain Reaction
- 2001: Fantasmes de Mart (Ghosts of Mars)